# شهر المزاحمیه
شهر المزاحمیة (به عربی: محافظة المزاحمیة) یک منطقهٔ مسکونی در عربستان سعودی است که در استان ریاض واقع شده‌است.

## خصوصیات
شهر المزاحمیة ۲۴٬۲۲۴ نفر جمعیت دارد.